# Otto Hermann Grevesmühl
Otto Hermann Grevesmühl (* 6. Juli 1919 in Straßburg; † 14. August 1981 in Bremerhaven) war ein deutscher Musiker, Konzertmeister, Dirigent und Konzertorganisator in Bremerhaven.

## Biografie
Grevesmühl war der Sohn des Musikers, Konzertmeisters und Musikpädagogen Hermann Grevesmühl. Er wuchs in Bremen auf und besuchte das Realgymnasium in Vegesack. Er studierte an der Musikschule Berlin und an der Musikschule Bremen. Er war im Zweiten Weltkrieg von 1940 bis 1945 Soldat. Nach dem Krieg spielte er als freischaffender Musiker in Bremerhaven. 1949 wurde er Erster Konzertmeister des städtischen Orchesters von Bremerhaven. Das Grevesmühl-Quartett war in der Stadt häufig zu hören. 1977 schied er aus dem öffentlichen Dienst der Stadt aus. Mit seiner Frau Melsine, geb. Bock von Wülfingen, betrieb er schon seit Ende der 1950er Jahre die Norddeutsche Konzertdirektion mit u. a. seinen Internationalen Meisterkonzerten. Nach seinem Tod übernahm sein Sohn Wolfgang Hermann Grevesmühl (1947–2024) die Konzertreihe, die schließlich mit der Saison 2004/2005 eingestellt wurde.  